# 1987 في النمسا
فيما يلي قوائم الأحداث التي وقعت خلال عام 1987 في النمسا.

## سياسة

### تعيين في المنصب
- 27 يناير – هاينز فيشر عضو المجلس الوطني للنمسا.

### انتهاء فترة المنصب
- 21 يناير – هاينز فيشر Federal Minister of Science and Research  [لغات أخرى]‏.

## مواليد

### فبراير
- 3 فبراير – توماس شرينر لاعب كرة سلة نمساوي.

### مارس
- 22 مارس – اندرياس هايدر مورر لاعب كرة مضرب نمساوي.

### أبريل
- 14 أبريل – إرفين هوفر لاعب كرة قدم نمساوي.
- 16 أبريل – ماركوس سوتنر لاعب كرة قدم نمساوي.

### يونيو
- 21 يونيو – سباستيان برودل لاعب كرة قدم نمساوي.

### يوليو
- 10 يوليو – كليمينس فالتش لاعب كرة قدم نمساوي.

## وفيات

### مارس
- 22 مارس - غوستافا آينر إحاثية نمساوية.
- 28 مارس – ماريا فون تراب (مواليد 1905).